# Justin Che
Justin Isiah Che (ur. 18 listopada 2003 w Richardson) – amerykański piłkarz pochodzenia kameruńskiego, rosyjskiego i niemieckiego występujący na pozycji prawego obrońcy, od 2025 roku zawodnik belgijskiego Patro Eisden.
Jego ojciec pochodzi z Kamerunu, a matka pochodzi z Rosji i wychowywała się w Niemczech.